# Aktywacja systemu
Aktywacja systemu – integralna funkcja większości współczesnych płatnych systemów operacyjnych mająca zapobiegać zjawisku piractwa. System Windows XP (z wyjątkiem edycji licencjonowanych zbiorczo) był pierwszym systemem operacyjnym z rodziny Microsoft Windows, w którym wprowadzono mechanizm aktywacji (ang. Windows Product Activation – WPA).

## Programy użytkowe
Pierwszą edycją pakietu biurowego Microsoft Office z funkcją aktywacji (ang. Office Product Activation – OPA) był Microsoft Office XP. Aktywacja produktu polega ona na uwierzytelnianiu podanego numeru seryjnego poprzez wysyłanie do producenta oprogramowania tego numeru i odrębnego kodu wygenerowanego przez aplikację na podstawie określonych informacji o komputerze, na którym instalowane jest oprogramowanie (zazwyczaj producent programu w toku aktywacji nie otrzymuje informacji o konfiguracji komputera, lecz syntetyczny kod); program, który nie został poddany aktywacji albo ma ograniczoną funkcjonalność, albo po określonym czasie przestaje funkcjonować. Dzięki temu nie jest możliwe zainstalowanie programu na podstawie danego numeru seryjnego programu na większej liczbie komputerów niż dopuszcza licencja. W sytuacji niemożliwości aktywacji programu (np. wymiana komputera przez użytkownika, gdy limit aktywacji został już wyczerpany) zazwyczaj użytkownik musi kontaktować się z producentem, który, o ile nie są naruszone warunki licencji, powinien umożliwić aktywację. Aktywację najczęściej stosują duże firmy, takie jak Microsoft, czy Symantec.
Pirackie wersje oprogramowania pozbawione są konieczności aktywacji. Crackerzy stosują następujące rozwiązania:
- modyfikacja oprogramowania, celem ominięcia procedury aktywacji;
- instalacja dodatku udającego połączenie z serwerem producenta i potwierdzającego poprawność aktywacji;
- uzyskanie (na podstawie analizy programu lub wykradzenia np. z siedziby użytkownika) numeru seryjnego, którego podanie podczas instalacji powoduje brak konieczności aktywacji (producent oprogramowania może udostępniać takie numery klientom – np. dużym korporacjom – instalującym program na setkach, a nawet tysiącach komputerów w celu ułatwienia im tego procesu).